# Neojanacus boucheti
Neojanacus boucheti là động vật thân mềm chân bụng sống ở biển trong họ Hipponicidae.